# Колехмайнен, Сеппо
Се́ппо Ко́лехмайнен (фин. Seppo Kolehmainen; род. 28 февраля 1960, Нурмес, Финляндия) — глава полиции Финляндии (с 2015).

## Биография
С 1982 года работает в полиции Финляндии.
В 2010—2013 годах, в период ректорства в Полицейской академии, проходил по делу обвинения в дискриминации и издевательствах на работе, в ходе которого установлено, что пострадавший работал преподавателем в Полицейской академии до выхода на пенсию. Он считает, что его незаконно отстранили от работы по тренировке спецотдела полиции.
25 июня 2015 года Колехмайнен был избран новым главой полиции Финляндии, и на этом посту в начале августа 2015 года сменил Микко Паатеро.